# Gálffy Sándor
Martonosi Gálffy Sándor (Firtosmartonos, 1810. június 14. – Demeterfalva, 1871. február 3.) királybíró, költő.

## Életpályája
1817-től a székelykeresztúri unitárius gimnázium diákja volt. Ezután Kolozsváron, az unitárius főiskolán tanult, ahol tagja lett az irodalmi körnek, így Szentiványi Mihály és Kriza János társa lett. Jogi ismereteit Marosvásárhelyen szerezte. Ezt követően hazatért, ahol szolgabíró lett. Az 1848–49-es forradalom és szabadságharcban nem vett részt. 1861-ben királybíróvá választották.
1831-ben az Aglaja, 1833-ban az Estike, 1839-ben a Remény című lapokban jelentek meg írásai. Műveinek nagy részét 1859–1864 között írta. Az 1860-as években a kolozsvári kalendáriumokba székely népmeséket írt.

## Családja
Szülei id. Gálffy Mihály és buzaházi Jánosi Mária voltak. 1839-ben házasságot kötött Osváth Amáliával. Nem volt részvevője annak a Makk-féle összeesküvésnek sem 1851-ben, amely után öccsét, Gálffy Mihályt és annak sógorát, Török Jánost felakasztották Marosvásárhelyt, leánytestvérét, Törökné Gálffy Rozáliát pedig négy év börtönre ítélték.